# Hórreos Piperatários
Os Hórreos Piperatários (em latim: Horrea Piperataria) foram um complexo de armazéns (hórreos) e bazares da antiga Roma que funcionaram como centro de armazenamento e venda de pimentas e especiarias do Egito e Arábia. Foram construídos pelo imperador Domiciano (r. 81–96) sobre fileiras de tabernas e o pórtico de travertino ao norte da Via Sacra, todos datáveis do reinado de Nero (r. 54–68), e que formaram as redondezas da Casa Dourada. Foram incendiados em 191, durante o reinado de Cômodo (r. 177–192), e após restaurados, foram novamente incendiados em 284 sob Carino (r. 282–285). Depois disso, Magêncio (r. 306–312) construiu sobre as ruínas a Basílica Nova, concluída em 313 por Constantino (r. 306–337).
Em 1899, a Via Sacra foi escavada abaixo dos níveis neronianos e detectou-se ao norte uma série de salas consecutivas que continuaram até abaixo da Basílica Nova. A publicação dessas escavações e o artigo de Christian Hülsen publicado em 1901 erroneamente atribuíram esse complexo de salas aos Hórreos Piperatários, um equívoco corrigido pelas escavações de 1923 dirigidas por Miss Van Deman, que mostrou que a Via Sacra era uma estrada reta flanqueada em ambos os lados por dois grandes pórticos, de modo que, essa via curva revelada em 1899 era uma via pré-neroniana.
Em 1935, dando continuidade às pesquisas, escavações foram realizadas na nave da basílica, revelando mais porções dos Hórreos Piperatários. O complexo parece ter seguido o plano típico destes mercados com quadras ou naves paralelas, flanqueadas por bancos ou câmaras de plano uniforme e abertas para elas. Seguiu a orientação geral do Templo da Paz e, segundo o Plano de Mármore, estendeu-se tão longe quanto o flanco oriental.